# Kurdistán iraní

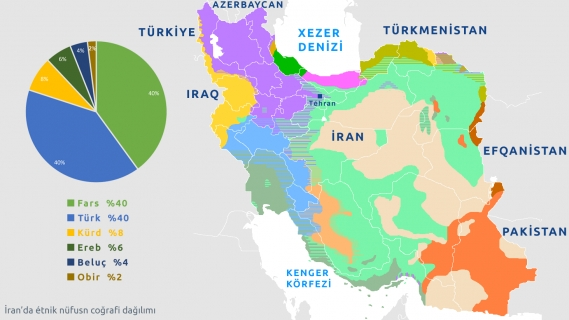
En amarillo el Kurdistán iraní.

El Kurdistán iraní o Curdistán iraní (en kurdo: Kurdistana Îranê («Kurdistán de Irán»), Kurdistana Rojhilat («Kurdistán oriental») o Rojhilatê Kurdistanê («Oriente del Kurdistán»), anteriormente: Kurdistán persa) es un nombre no oficial para referirse a las partes del Irán habitadas por el pueblo kurdo, que tiene fronteras con Irak y Turquía. Incluye las provincias de Kurdistán, Kermanshah e Ilam, así como buena parte de la provincia de Azerbaiyán Occidental. Los kurdos constituyen la mayoría de la población de esta región con una población estimada de 4 millones de personas. La región comprende la parte levantina de la zona geográfica proximooriental llamada el «Kurdistán».
El Kurdistán iraní no debe confundirse con la provincia de Kurdistán, que solo abarca una octava parte de las zonas kurdas habitadas en Irán.

## Mayores ciudades
En idioma kurdo entre paréntesis.
| - Kermanshah (Kirmaşan) - Sanandaj (Sine) - Piranshahr (Xanê) - Mahabad (Mehabad) | - Saqqez (Seqiz) - Sardasht (Serdeşt) - Kamyaran (Kamyaran) - Bukan (Bokan) | - Marivan (Merîwan) - Oshnavieh (Şino) - Diwandarreh (Dîwandere) - Paveh (Pawe) | - Baneh (Bane) - Ilam (Îlam) - Biyar (Bîcar) - Qorveh (Qurwe) |

- Datos: Q2041508
- Multimedia: Iranian Kurdistan / Q2041508